# 플라스틱 페니
플라스틱 페니(영어: Plastic Penny)는 1967년 11월 결성한 영국의 팝 밴드이다. 1968년 초에 발매한 〈Everything I Am〉이 히트를 쳤으나 1969년 8월 해체하게 된다. 대부분의 멤버가 다른 밴드 혹은 세션을 통해 더욱 많은 인기를 누렸다.

## 경력
밴드가 하는 주 음악은 사이키델릭 팝이었으며, 일부 노래에서는 프로그레시브 록 사운드가 들어가 있다. 노래의 대부분은 세 명의 밴드 멤버, 브라이언 키스, 폴 레이먼드, 토니 머레이가 작곡했다. 키스가 이후 밴드를 나가면서 레이먼드가 리드 보컬을 맡게 되었다. 플라스틱 페니의 작품은 페이지 원 레코드를 통해 공개되었다. 1968년 8월 31일에 개최된 제1회 아일오브와이트 페스티벌에 참가했다.
밴드의 가장 큰 히트곡인 〈Everything I Am〉은 영국 싱글 차트에서 6위를 기록하였다. 본래 스푸너 올덤과 댄 펜이 쓴 노래로 박스 탑스가 노래한 노래를 스트링 편곡을 추가한 느린 발라드 버전으로 바꾼 것이었다. 빌 마틴과 필 쿨터가 작곡한 다음 싱글 〈Nobody Knows It〉은 이전과 비슷한 반응을 얻지 못했다.
믹 그래범(당시에는 믹 그레이엄이라 불렸다)은 이후 코키즈, 그 이후에는 프로콜 하럼에서 연주를 하였다. 키스는 콩그레게이션의 리드 보컬리스트가 되어 플라스틱 페니와 같이 원 히트 원더를 기록했다. 레이먼드는 크리스틴 퍼펙트를 대신하여 치킨 섁에 합류한 뒤, 사보이 브라운, UFO 등에서 연주하였다. 나이절 올슨은 유명한 세션 드러머가 되었으며, 엘튼 존의 초기 작품과 더불어, 스펜서 데이비스 그룹, 유라이어 힙, 키키 디, 닐 세다카, 로드 스튜어트, 리오 세이어 등과 함께했다. 토니 머레이는 엘튼 존의 《Empty Sky》에 참여하고 트로그스에 합류했다.
그룹의 세 번째이자 마지막 음반인 《Heads I Win, Tails You Lose》는 밴드의 컴필레이션으로 1970년 밴드가 해체한 뒤에 발매됐다.

## 밴드 멤버
- 브라이언 키스 (브라이언 오시어, 1942년 9월 22일, 스코틀랜드 포트글래스고) - 보컬[6]
- 폴 레이먼드 (폴 마틴 레이먼드, 1945년 11월 16일~2019년 4월 13일, 세인트올번스) - 키보드/기타
- 믹 그레이엄 (마이클, 그래범, 1948년 1월 22일, 서덜랜드) - 기타
- 나이절 올슨 (1949년 2월 10일, 월러시) - 드럼
- 토니 머레이 (안소니 머레이, 1943년 4월 26일, 더블린) - 베이스

## 디스코그래피

### 싱글
- 1967 - "Everything I Am" / "No Pleasure Without Pain My Love" (Page One POF 051, UK, 1967년 12월 1일)
- 1968 - "Nobody Knows It" / "Happy Just to Be with You" (Page One POF 062, UK, 1968년 3월 29일)
- 1968 - "Your Way to Tell Me Go" / "Baby You're Not to Blame" (Page One POF 079, UK, 1968년 7월 26일)
- 1968 - "Hound Dog" / "Currency" (Page One POF 107, UK, 1968년 11월 22일)
- 1969 - "She Does" / "Genevieve" (Page One POF 146, UK, 1969년 7월 11일)
- 1975 - "Everything I Am" / "No Pleasure Without Pain" (DJM DJS 353, UK, 1975년 2월 21일)

### 음반
- 1968 - Two Sides of a Penny (Page One POL 005 (모노)/POLS 005 (스테레오), UK, 1968년 4월)

Side One (Heads): "Everything I Am"/"Wake Me Up"/"Never My Love"/"Genevieve"/"No Pleasure Without Pain My Love"/"So Much Older Now" Side Two (Tails): "Mrs. Grundy"/"Take Me Back"/"I Want You"/"It's a Good Thing"/"Strawberry Fields Forever"
- 1969 - Currency (Page One POLS 014 (스테레오), UK, 1969년 2월)

Side One: "Your Way to Tell Me Go"/"Hound Dog"/"Currency"/"Caledonian Mission"/"MacArthur Park" Side Two: "Turn to Me"/"Baby You're Not to Blame"/"Give Me Money"/"Sour Suite"
- 1970 - Heads I Win, Tails You Lose (컴필레이션, Page One POS 611 (스테레오), UK, 1970년 4월)

Side One: "Hound Dog"/"She Does"/"Turn to Me"/"Caledonian Mission"/"Currency"/"Your Way to Tell Me Go" Side Two: "Celebrity Ball"/"Baby You're Not to Blame"/"I Want You"/"Take Me Back"/"Genevieve"/"Give Me Money"